# MDV 3000
MDV 3000 bezeichnet einen Typ von ehemaligen Schnellfähren der italienischen Reederei Tirrenia. Der Typ wird auch als MDV 3000 Jupiter bezeichnet bzw. die Schiffe als Jupiter-Klasse zusammengefasst.

## Geschichte
Von dem Typ wurden vier Fähren auf der italienischen Werft Fincantieri in Riva Trigoso in zwei Baulosen mit je zwei Einheiten für die Reederei Tirrenia gebaut. Die Baukosten der Fähren beliefen sich auf 110 Mrd. Lire pro Stück (rund 56 Mio. Euro).
Die Fähren wurden von Tirrenia im Fährverkehr nach Sardinien eingesetzt. Die ersten beiden Fähren wurden auf der Fährverbindung zwischen Civitavecchia und Olbia auf Sardinia, die zweiten beiden Fähren auf der Fährverbindung zwischen Genua und Porto Torres auf Sardinien in Dienst gestellt. Später verkehrten sie zeitweise auch auf anderen Fährverbindungen. Aufgrund hoher Betriebskosten wurden die Fähren bereits nach wenigen Jahren wieder außer Dienst gestellt. Die Scorpio und die Capricorn fuhren 2005 bzw. 2006 vorübergehend in Charter von Siremar, die Scorpio 2008 für einige Monate in Charter von Corsica Ferries.
Aries und Taurus wurden 2011 in Aliağa verschrottet. Die Capricorn wurde nach ihrem Einsatz bei Siremar zunächst aufgelegt und 2011 ebenfalls zur Verschrottung verkauft und in die Türkei geschleppt, dann aber mehrfach weiterverkauft, zuletzt 2019 an die griechische Reederei Seajets. Der Verbleib des Schiffes ist unklar. Die Scorpio wurde nach ihrem Einsatz bei Corsica Ferries zunächst aufgelegt und zwischen 2011 und 2014 mehrfach verkauft, ohne wieder in Fahrt zu kommen. 2014 wurde sie an Seajets verkauft und als Tera Jet in deren Streckennetz integriert.

## Beschreibung
Die als Einrumpf-Schnellfähren konzipierten Schiffe wurden mit einem CODAG-Antrieb ausgestattet. Dieser besteht aus vier MTU-Dieselmotoren des Typs 20V1163TB73L mit je 6.500 kW Leistung und zwei General-Electric-Gasturbinen des Typs LM2500 mit je 22.000 kW Leistung, so dass sich insgesamt eine Antriebsleistung von 70.000 kW ergibt. Die Dieselmotoren wirken paarweise über zwei Untersetzungsgetriebe auf zwei Wasserstrahlantriebe, die Gasturbinen jeweils über ein Untersetzungsgetriebe auf zwei weitere Wasserstrahlantriebe. Für die Stromerzeugung stehen von Deutz-MWM-Dieselmotoren angetriebene Generatoren zur Verfügung. Die Schiffe sind mit zwei Bugstrahlrudern ausgestattet.

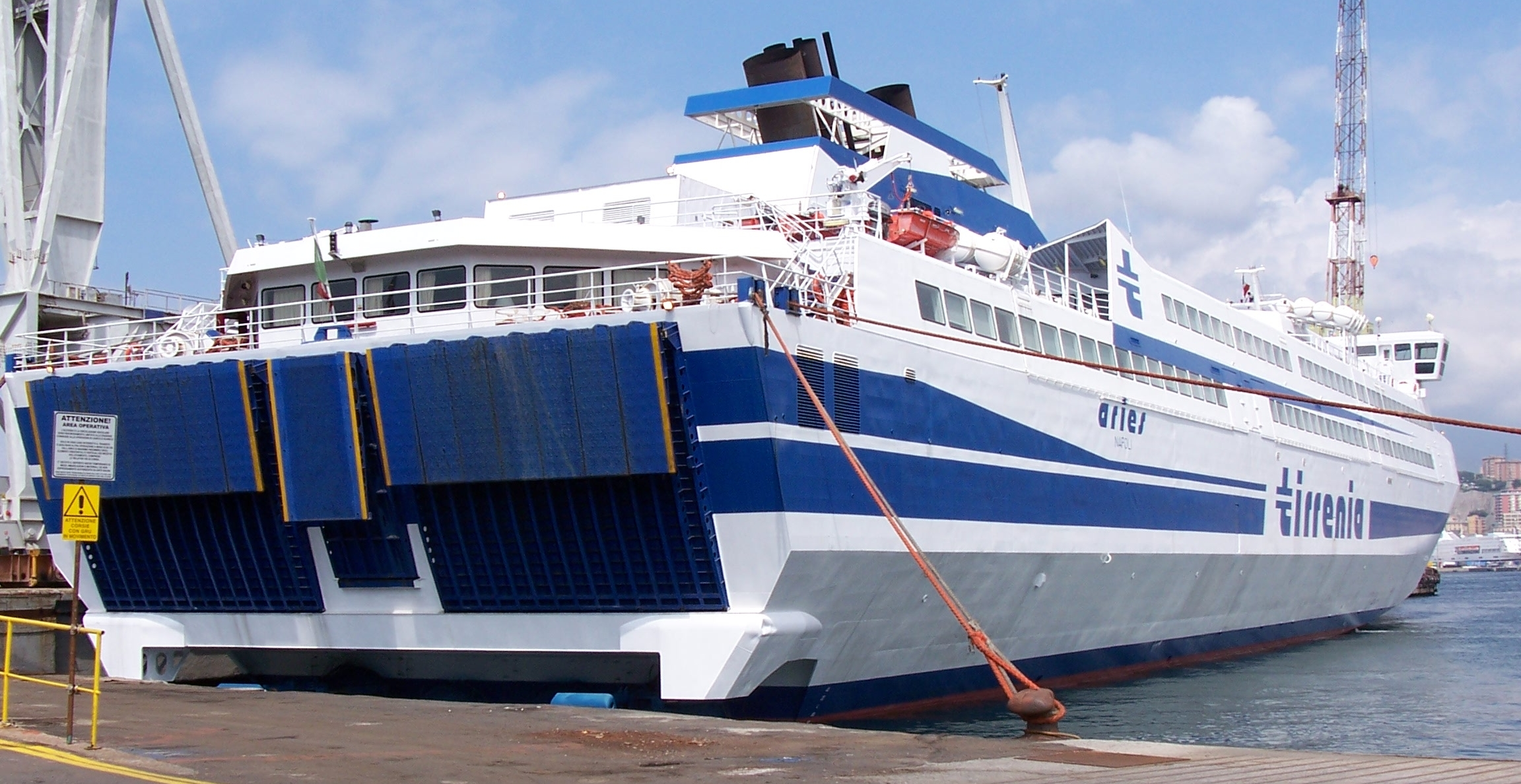
Heckansicht der Aries

Die Fähren verfügen über drei Fahrzeugdecks, von denen das oberste höhenverstellbar ist. Das Fahrzeugdeck auf dem Hauptdeck ist über zwei Heckrampen zugänglich. Eine weitere, dazwischen liegende Rampe dient als Zugang für die Passagiere, die von hier über eine Rolltreppe die Passagierdecks erreichen können.
Das unter dem Hauptdeck liegende Fahrzeugdeck ist über eine Rampe an Bord zugänglich. Das höhenverstellbare Fahrzeugdeck ist über dem Hauptdeck eingehängt. Die nutzbare Höhe auf dem Fahrzeugdeck auf dem Hauptdeck beträgt 4,4 m. 
Oberhalb der Fahrzeugdecks befinden sich auf drei Decks die Einrichtungen für die Passagiere. Auf den unteren beiden Passagierdecks stehen mehrere Aufenthaltsräume mit Sitzgelegenheiten sowie einem Kiosk bzw. Imbiss und auf dem oberen Passagierdeck ein Aufenthaltsraum mit einer Bar zur Verfügung. Weiterhin sind auf den Decks die Einrichtungen für die Schiffsbesatzung eingerichtet. 
Die Brücke befindet sich auf dem obersten Deck im vorderen Bereich. Sie ist vollständig geschlossen. Die Nocken gehen zur besseren Übersicht beim An- und Ablegen und beim Navigieren in engen Fahrwassern etwas über die Schiffsbreite hinaus. Die Schiffe sind mit Flossenstabilisatoren ausgestattet.

## Schiffe
| MDV 3000  | MDV 3000  | MDV 3000   | MDV 3000                                    | MDV 3000 |
| Bauname   | Baunummer | IMO-Nummer | Kiellegung Stapellauf Ablieferung           | Umbenennungen und Verbleib |
| --------- | --------- | ---------- | ------------------------------------------- | --- |
| Aries     | 6008      | 9144275    | September 1996 10. Januar 1997 13. Mai 1998 | 2011 in Aliağa verschrottet |
| Taurus    | 6009      | 9144287    | 28. Februar 1998 Juni 1998                  | 2011 in Aliağa verschrottet |
| Capricorn | 6046      | 9179658    | 12. Dezember 1998 Juni 1999                 | Ende 2006 außer Dienst gestellt; 2011 zur Verschrottung verkauft, mehrfach weiterverkauft, zuletzt 2019 an Seajet; Verbleib unklar |
| Scorpio   | 6047      | 9179660    | 5. Mai 1998 17. März 1999 4. Juni 1999      | 2011: Scorpio I, 2012: Ronke, 2012: Amor, 2012: Sea Breeze III, 2014: Tera Jet                                                     |

Die Schiffe waren nach Sternbildern bzw. Tierkreiszeichen benannt.